# Майкубинский буроугольный бассейн
Майкубинский буроугольный бассейн, расположен в Баянаульском районе Павлодарской области, в 160 км к юго западу от г. Павлодар возле сел Майкобе и Шоптыколь. Делится на месторождения Алан Сарыколь, Шоптиколь, Талдыколь, Таскудык и Тамды. Первым исследовал Майкубинский буроугольный бассейн А. А. Краснопольский. Толщина угол, слоя в нижней-средне юре 1850 м. Майкубинский буроугольный бассейн делится на 4 свиты: ашшыколь, талдыколь, шоптиколь и жиренколь. Оснновной угол, слои и горизонты свит талдыколь и шоптиколь залегают на глубине 500—650 м. В свите шоптиколь два угол, горизонта толщиной 25—30 и 15—25 м, а в свите талдыколь 4 угол, горизонта. Остальные составляют по одному слою (толщиной 5— 6 м). Уголь серный (0,5—1 %) и фосфоритиый{0,1 %). Судя по качеств, показателям, уголь при коксовании можно применять как смесь для угля свиты долинка Карагандинского бассейна, а также превращать в качеств, энергетического топливо, газ.